# PSR J1719-1438
PSR J1719-1438 es un púlsar situado en la constelación de Serpens Cauda muy cerca del borde con la constelación de Ofiuco, notable por la detección de un posible planeta en órbita a su alrededor (PSR J1719-1438 b).

## PSR J1719-1438
PSR J1719-1438 es un púlsar milisegundo con un período de rotación de apenas 5,8 milisegundos, consecuencia según se piensa de la aceleración de su velocidad de rotación a causa de la captura de materia de una compañera cercana. Su diámetro es de apenas 12 millas (aproximadamente 20 kilómetros), pero su masa es de 1,4 masas solares.

## PSR J1719-1438 b
PSR J1719-1438 b fue descubierto en 2011 durante la High Time Resolution Survey, una investigación de radioastronomía con el objetivo de encontrar objetos cuya emisión de ondas de radio varíe -el caso de los púlsares-.
PSR J1719-1438 b tiene una masa muy similar a la de Júpiter, pero un diámetro que es sólo un 40 % de éste, lo que se traduce en una densidad de al menos 23 gramos por centímetro cúbico de tal modo que puede considerarse una enana blanca que no brilla de carbono (y oxígeno en una proporción desconocida) de muy baja masa y densidad, lo cual implica que al menos en parte está compuesto de materia degenerada.
Se piensa que el oxígeno se halla en la superficie del planeta y la proporción de carbono va aumentando con la profundidad. Debido a las elevadas presiones existentes en éste objeto, es bastante posible que el carbono esté cristalizado cómo diamante, lo que justifica que el planeta haya recibido el mote de Planeta de diamante en la prensa científica.
PSR J1719-1438 b orbita en torno al púlsar a una distancia de 600 000 kilómetros en un período de apenas 2 horas, 10 minutos, y 37 segundos.

## Origen
El púlsar nació cuando la estrella más masiva de un sistema binario estalló cómo supernova, dejando sólo su núcleo con una gran velocidad de giro que se convertiría en dicho púlsar. Su compañera era una estrella de la secuencia principal que se convirtió en gigante roja al acabar de fusionar el hidrógeno de su núcleo antes de colapsar formando una enana blanca. Antes de que esto último sucediera el púlsar absorbió materia de su compañera acelerando su velocidad de rotación
La enana blanca, en vez de entrar en una órbita inestable y colisionar con el púlsar siendo destruida, cómo parece suceder con cierto número de púlsares que forman parte de un sistema binario con otra estrella, consiguió estabilizarse en una órbita a aproximadamente un radio solar del púlsar. Allí, la atracción gravitatoria de éste la despojó de buena parte de su materia dejando solamente un núcleo residual de carbono, el cual debido a esa misma intensa atracción gravitatoria y a su densidad cristalizó en diamante.

## Hipótesis alternativa
Una hipótesis alternativa propuesta en 2012 es que la compañera de PSR J1719-1438 puede ser no el residuo de una enana blanca sino un trozo de materia de quarks con la masa de Júpiter pero con apenas 1 kilómetro de tamaño, y que habría nacido en la colisión y fusión de dos estrellas de quarks previas, en la cual parte de la materia expulsada podría haber acabado orbitando dicho púlsar.